# Oscar Montañés
Oscar Eusebio Montañés (ur. 18 kwietnia 1912 w La Placie, zm. 13 grudnia 1985 tamże) – argentyński piłkarz grający podczas kariery na pozycji obrońcy.

## Kariera klubowa
Oscar Eusebio Montañés całą piłkarską karierę spędził w Gimnasii y Esgrima La Plata, w której występował w latach 1932–1945. Z Gimnasią spadł do drugiej ligi w 1943, by po roku powrócić do argentyńskiej ekstraklasy. W lidze argentyńskiej rozegrał 348 spotkań, w których zdobył 16 bramek.
| Sezon | Klub                        | Kraj      | Rozgrywki        | Mecze | Bramki |
| ----- | --------------------------- | --------- | ---------------- | ----- | ------ |
| 1932  | Gimnasia y Esgrima La Plata | Argentyna | Primera División | 20    | 1      |
| 1933  | Gimnasia y Esgrima La Plata | Argentyna | Primera División | 36    | 1      |
| 1934  | Gimnasia y Esgrima La Plata | Argentyna | Primera División | 24    | 0      |
| 1935  | Gimnasia y Esgrima La Plata | Argentyna | Primera División | 30    | 0      |
| 1936  | Gimnasia y Esgrima La Plata | Argentyna | Primera División | 32    | 0      |
| 1937  | Gimnasia y Esgrima La Plata | Argentyna | Primera División | 33    | 3      |
| 1938  | Gimnasia y Esgrima La Plata | Argentyna | Primera División | 31    | 4      |
| 1939  | Gimnasia y Esgrima La Plata | Argentyna | Primera División | 23    | 1      |
| 1940  | Gimnasia y Esgrima La Plata | Argentyna | Primera División | 25    | 0      |
| 1941  | Gimnasia y Esgrima La Plata | Argentyna | Primera División | 20    | 0      |
| 1942  | Gimnasia y Esgrima La Plata | Argentyna | Primera División | 29    | 3      |
| 1943  | Gimnasia y Esgrima La Plata | Argentyna | Primera División | 29    | 2      |
| 1944  | Gimnasia y Esgrima La Plata | Argentyna | Segunda División | 32    | 0      |
| 1945  | Gimnasia y Esgrima La Plata | Argentyna | Primera División | 16    | 1      |

## Kariera reprezentacyjna
W reprezentacji Argentyny Montañés  występował w latach 1937-1942. W reprezentacji zadebiutował 10 października 1937 w wygranym 3-0 meczu w Copa Lipton z Urugwajem. W 1942 uczestniczył w Mistrzostwach Ameryki Południowej, na których Argentyna zajęła drugie miejsce. Na turnieju w Urugwaju wystąpił w trzech meczach z Brazylią, Peru i Urugwajem, który był jego ostatnim meczem w reprezentacji. Ogółem w reprezentacji wystąpił w 15 meczach.
| Mecze i gole w reprezentacji | Mecze i gole w reprezentacji | Mecze i gole w reprezentacji | Mecze i gole w reprezentacji | Mecze i gole w reprezentacji | Mecze i gole w reprezentacji | Mecze i gole w reprezentacji |
| #                            | Data                         | Miasto                       | Przeciwnik                   | Gol                          | Wynik                        | Rozgrywki                    |
| ---------------------------- | ---------------------------- | ---------------------------- | ---------------------------- | ---------------------------- | ---------------------------- | ---------------------------- |
| 1.                           | 10.10.1937                   | Montevideo                   | Urugwaj                      |                              | 3:0                          | Copa Lipton                  |
| 2.                           | 11.11.1937                   | Avellaneda                   | Urugwaj                      |                              | 5:1                          | Copa Lipton                  |
| 3.                           | 18.06.1938                   | Buenos Aires                 | Urugwaj                      |                              | 1:0                          | Copa Mignaburu               |
| 4.                           | 12.10.1938                   | Montevideo                   | Urugwaj                      |                              | 3:2                          | Copa Hector Gomez            |
| 5.                           | 15.01.1939                   | Rio de Janeiro               | Brazylia                     |                              | 5:1                          | Copa Roca                    |
| 6.                           | 22.01.1939                   | Rio de Janeiro               | Brazylia                     |                              | 2:3                          | Copa Roca                    |
| 7.                           | 13.08.1939                   | Asunción                     | Paragwaj                     |                              | 1:0                          | Copa Rosa Chevalier Boutell  |
| 8.                           | 15.08.1939                   | Asunción                     | Paragwaj                     |                              | 2:2                          | Copa Rosa Chevalier Boutell  |
| 9.                           | 18.02.1940                   | Avellaneda                   | Paragwaj                     |                              | 3:1                          | Copa Rosa Chevalier Boutell  |
| 10.                          | 25.02.1940                   | Asunción                     | Paragwaj                     |                              | 4:0                          | Copa Rosa Chevalier Boutell  |
| 11.                          | 02.03.1940                   | Buenos Aires                 | Chile                        |                              | 4:1                          | Copa Presidente de Chile     |
| 12.                          | 09.03.1940                   | Buenos Aires                 | Chile                        |                              | 3:2                          | Copa Presidente de Chile     |
| 13.                          | 17.01.1942                   | Montevideo                   | Brazylia                     |                              | 2:1                          | Copa América                 |
| 14.                          | 25.01.1942                   | Montevideo                   | Peru                         |                              | 3:1                          | Copa América                 |
| 15.                          | 07.02.1942                   | Montevideo                   | Urugwaj                      |                              | 0:1                          | Copa América                 |